# 蹇氏家族墓地
蹇氏家族墓地位於重慶市北部新區大竹林鎮五雲村，文物遺址年代為明代，是明初吏部尚书蹇義及其家族墓地。2009年12月15日列為第二批重慶市文物保護單位。